# Mistrzostwa Świata w Tenisie Stołowym 1930
4. Mistrzostwa świata w tenisie stołowym odbyły się w dniach 21–26 stycznia 1930 roku w Berlinie. Zawody zostały zdominowane przez reprezentantów Węgier, którzy zwyciężyli we wszystkich konkurencjach.

## Końcowa klasyfikacja medalowa
| Miejsce | Państwo          | Złoto | Srebro | Brąz | Razem |
| ------- | ---------------- | ----- | ------ | ---- | ----- |
| 1       | Węgry            | 6     | 5      | 5    | 16    |
| 2       | Szwecja          | 0     | 1      | 1    | 2     |
| 3       | Austria          | 0     | 0      | 4    | 4     |
| 4       | Rzesza Niemiecka | 0     | 0      | 1    | 1     |
| 4       | Czechosłowacja   | 0     | 0      | 1    | 1     |

## Medaliści
| Konkurencja:               | Złoto:                            | Srebro:                     | Brąz:                                                      |
| gra pojedyncza kobiet      | Mária Mednyánszky                 | Anna Sipos                  | Josefine Kolbe Gertrude Wildham                            |
| gra pojedyncza mężczyzn    | Viktor Barna                      | Laszlo Bellak               | István Kelen Lajos Leopold David                           |
| gra podwójna kobiet        | Mária Mednyánszky Anna Sipos      | Magda Gal Marta Komaromi    | Josefine Kolbe Etta Neumann Helly Reitzer Gertrude Wildham |
| gra podwójna mężczyzn      | Viktor Barna Miklós Szabados      | Alfred Liebster Robert Thum | Laszlo Bellak Sándor Glancz Valter Kolmodin Hille Nilsson  |
| gra mieszana               | Miklós Szabados Mária Mednyánszky | István Kelen Anna Sipos     | Sándor Glancz Ingeborg Carnatz Viktor Barna Magda Gal      |
| konkurs drużynowy mężczyzn | Węgry                             | Szwecja                     | Czechosłowacja                                             |